# Menachem Kellner
Menachem Kellner (in ebraico מנחם קלנר‎?; Albany, 1946) è un filosofo, saggista e traduttore israeliano, accademico e professore di Filosofia Ebraica Medievale presso l'Università di Haifa con particolare attenzione alla filosofia di Maimonide.
Ha insegnato corsi sul "pensiero ebraico", sull'ebraismo e la filosofia ebraica moderna alla Università Washington a Saint Louis, il College di William e Mary e l'Università della Virginia. Rinomato come autore specialmente per il suo libro Must A Jew Believe Anything? ("L'ebreo deve credere qualcosa?"), che è stato finalista al Koret Jewish Book Award.

## Biografia
Nato ad Albany (New York) in 1946, ha studiato al Collegio Teologico Ebraico di Skokie (Illinois) e alla Yeshiva Mercaz HaRav di Gerusalemme (Israele). Ha poi continuato come ricercatore in filosofia ebraica alla Università Washington a Saint Louis, ricevendo lì il suo Ph.D.. Nel 1980 è emigrato in Israele con la famiglia.
Menachem Kellner, esperto di filosofia medievale ebraica e pensiero moderno, ha insegnato presso l'Università di Haifa per più di 30 anni. Tra le varie posizioni ottenute, è stato titolare della cattedra del Dipartimento di Civiltà Marittime (1988-1991) e relativo decano degli studenti (1994-1997), oltre ad aver occupato la cattedra di Pensiero Religioso "Sir Isaac and Lady Edith Wolfson" (1990-2005). È stato inoltre professore ospite alla Sorbona e alla Northwestern University.
Autore di venti libri e innumerevoli articoli,, è stato finalista due volte al National Jewish Book Award. Due sue traduzioni classiche appaiono nella serie della "Yale Judaica".
Attualmente (2015), oltre ad insegnare e svolgere attività di ricerca presso il Dipartimento di Storia e Pensiero Ebraici dell'Università di Haifa, Menachem Kellner tiene corsi e programmi interdisciplinari in archeologia marittima, curando inoltre le pubblicazioni in lingua inglese della University of Haifa Press. Dal 1998 Kellner è direttore accademico del "Be-Zavta," un programma di arricchimento giudaico presso l'Università di Haifa, sponsorizzato da un sussidio borsista offerto da Mr Elie Horn di San Paolo (Brasile).

## Opere

### Libri
(EN) 
- Dogma in Medieval Jewish Thought: From Maimonides to Abravanel (1986)
- Maimonides on Human Perfection (1990)
- Maimonides on Judaism and the Jewish People (1991)
- Maimonides on the "Decline of the Generations" and the Nature of Rabbinic Authority (1996)
- Must A Jew Believe Anything? (1999)
- Maimonides Confrontation with Mysticism (2006)
- Torah in the Observatory: Gersonides, Maimonides, Song of Songs (2010)

### Traduzioni
- Ha tradotto in (EN)  le opere: I Principi di Fede di Isaac Abrabanel, il Commentario di Gersonide al Cantico dei Cantici e Il Libro dell'Amore di Maimonide.